# Sematary
Зейн Стеклер ( (англ.); род. 22 декабря 2000, Granite Bay, Калифорния), также известный как Sematary и DJ Sorrow — американский рэпер, автор песен и музыкальный продюсер. В 2019 году он начал выпускать музыку и основал рэп-коллектив Haunted Mound. За всю свою карьеру Sematary выпустил восемь микстейпов и три EP, а его искаженный и напыщенный стиль музыки в сочетании с глубокой интернет-эстетикой собрали ему культ в сети.

## Ранняя жизнь
Зейн Стеклер родился 22 декабря 2000 года в Северной Калифорнии. Он описал свой родной город как «деревенский». Его мать — художница, а отец — музыкальный продюсер, который работал над различными саундтреками к фильмам, в том числе написал песню для саундтрека к фильму 1999 года «Покемон: Фильм первый», работая автором джинглов. У него есть младший брат. Воспитание Стеклера, по его словам, было «нормальным», и он говорил, что ненавидит школу. Впервые он начал экспериментировать с музыкой в возрасте 11 лет, используя GarageBand и Logic Pro.

## Карьера
Стеклер начал выпускать музыку под псевдонимом Sematary в 2019 году после окончания старшей школы, выпустив свой совместный дебютный микстейп Grave House с коллегой-рэпером и другом детства Ghost Mountain в августе того же года. После выпуска Grave House Sematary выпустил свой сольный дебютный микстейп Rainbow Bridge в ноябре 2019 года. Также в 2019 году Sematary сформировал Андерграудный хип-хоп коллектив и лейбл Haunted Mound, став лидером группы. Он выпустил ещё один микстейп вместе с Ghost Mountain, Hundred Acre Wrist, в июле 2020 года. Его микстейп Rainbow Bridge 3 был выпущен в апреле 2021 года и был назван одним из лучших хип-хоп альбомов того года по версии SLUG.
Sematary выпустил микстейп Butcher House в январе 2023 года, а его одноимённый тур состоялся в начале 2023 года. Paste похвалили его как «несомненно самую мощную рэп-запись года прямо сейчас», в то время как Эли Энис из Revolver назвал его «прекрасно воинственным». Восемь месяцев спустя был выпущен мини-альбом Sematary King of the Graveyard. Он также появился в качестве гостя в туре Grey Day Tour группы Suicideboys осенью 2023 года. Его альбом Bloody Angel был выпущен в марте 2024 года, а его второй тур в качестве хедлайнера, Haunted Mound Angels Tour, начался месяцем позже. Bloody Angel предшествовал постпанк-синглу «Wendigo», выпущенный в январе 2024 года. В том же месяце был выпущен «Fuck the World», совместный сингл между ним, Chief Keef и другим участником Haunted Mound, Hackle.
В январе 2025 года Sematary выпустил сингл «Still Da Same» в сотрудничестве с рэпером Xaviersobased. Его сингл «Heart So Pure» был выпущен в следующем месяце с би-сайдом «Oxycodone». Он был исполнительным продюсером дебютного микстейпа Ghost Mountain October Country, его первого проекта в рамках Haunted Mound, который вышел в марте 2025 года. Он также участвовал в треках «Highway Hex» и «Damien».

## Конфликт с Ghost Mountain
6 июля 2021 года на сервере Haunted Mound в Discord было объявлено, что Grave House вместе с Hundred Acre Wrist были закрыты после ухода Ghost Mountain из коллектива. Позже Sematary сказал фанату в Instagram, что, по его мнению, песни бесполезны, и что он не сможет исполнять их вживую без Ghost Mountain. В январе 2022 года один из фанатов обратился к Ghost Mountain с заявлением, что его уход был вызван эгоизмом Sematary и использованием женоненавистничества в его музыке, что, по его словам, принесло огромные проблемы ему и другим в его жизни. В конце 2024 года было подтверждено, что Ghost Mountain воссоединился с Haunted Mound и помирился с Sematary. После выхода дебютного микстейпа Ghost Mountain, October Country, 15 апреля 2025 вышел мини-альбом The Wagoner EP, сборник композиций Sematary и Ghost Mountain которые изначально не выпускались на стриминговых платформах, а 18 апреля микстейпы Grave House и Hundred Acre Wrist были переизданы под лейблом Haunted Mound.

## Артистизм
Стеклера вдохновили витч-хаус группа Salem и рэперы Chief Keef, Black Kray и Yung Lean, которые начали читать рэп. Последний, в свою очередь, вдохновил его на музыкальную карьеру после того, как он увидел его выступление в туре Warlord American. Музыка Sematary — это хорроркор с элементами клауд-рэпа, трэпа и дрилл-музыки. Его вокал, как правило, наслаивается и искажается с помощью автотюна, а инструментальные партии часто лоу-файные. Джон Норрис из Stereogum назвал вокал Sematary «рычащим» и «жидкой кашицей», а его тексты — нигилистическими. Том Брейхан из Stereogum описал его «пение-скандирование» как «баритонное зло», изменённое «всевозможными дезориентирующими приёмами цифрового искажения». Paste написали, что его музыка «громкая» и «резкая», с «тонной искажений», а тексты «варьируются от жутких до нелепых». Иван Гусман из Paper назвал тексты песен Haunted Mound «в духе слэшер фильмов», а их стиль — «резким» и «вычурным». Эли Энис из Revolver назвал его звучание «отчётливо постинтернетным» и «[слиянием] психоделического рэпа эпохи SoundCloud в стиле Bladee и Yung Lean с угрожающими барабанами в стиле хорроркор и жуткими синтезаторами в стиле витч-хаус».
По состоянию на 2024 год Sematary записал большую часть своей музыки в «Доме Мясника», заброшенной скотобойне, построенной в 1905 году, где он в настоящее время проживает и снимает большую часть своих музыкальных клипов. Гюнсели Ялчинкая из Dazed сравнил его музыкальные клипы с фильмами ужасов категории B. Его онлайн-эстетика была описана как «прожаренная во фритюре» и определена ее влиянием ужасов, включая то, что он часто держит бензопилу; он сравнил ее с эстетикой Chief Keef. Sematary помогает разрабатывать мерчандайз Haunted Mound, который по состоянию на 2024 год составляет большую часть дохода коллектива, и его талисман, кричащее дерево по имени Гарольд.  Он заявил, что его маркетинг группы вдохновлен маркетингом других андеграундных хип-хоп групп, таких как Sad Boys и Goth Money. Он открыто выступал против присутствия альтернативных правых в андеграундном хип-хопе.